# The Lift-Off Sessions
Il The Lift-Off Sessions è un festival cinematografico internazionale rivolto a lungometraggi e cortometraggi indipendenti. Il festival si tiene ai Pinewood Studios di Londra. Nella rassegna vengono premiate diverse categorie di prodotti audiovisivi: cortometraggi, lungometraggi, documentari, video musicali e serie tv.

## Albo d'oro

### Edizione 2018
Miglior Lungometraggio
- Carga, regia di Yad Deen

Miglior cortometraggio
- Paint the Picture, regia di KJ Chaves Santos
- Hannah Rosenthal, regia di Naomi Lisner
- Luciana, regia di Rénton Mendez
- Special delivery: The package, regia di Tonyai Palmer
- Split, regia di Laurent Ziliani
- Quality Style, regia di Polly Thomas
- Lion, regia di Davide Melini
- Bums, regia di Antoine Neudin
- Those who became before, regia di Keegan Larwin
- The vow, regia di Wilfried Capet
- Secret child: The bridge, regia di Yewweng Ho
- Children, regia di Stewart Gilles
- Excursion to the Mountain, regia di Dermot Daly

Miglior serie Tv
- Manny Fantasma, regia di Michael Carnick

### Edizione 2019
Miglior Lungometraggio
- A Place We Go To, regia di Jenny Wang
- Anima sola, regia di Roberto Jabor
- Los que no saben volar, regia di Hill Diaz
- Wakefulness, regia di Shaun Hume
- Nunnunarvu, regia di Mathivanan Sakthivel

Miglior cortometraggio
- My World, regia di Alex Escudero
- Another day on the hearth, regia di Alexandre Ottoveggio
- Abraham, regia di Francisco Saia
- Lucky Fish, regia di Philippe Bensadon
- Two's company, regia di Veronika Gribanova
- Laura, regia di Guillherme Franco
- Temptations, regia di Aashish Chanana
- The coven, regia di KJ Chaven Santos
- The statement of Randolph Carter, regia di Tyler McAlister
- The Terrible Old Man, regia di Tyler McAlister
- To Grrow Apart, regia di Sarah Gabriel Carnick
- First Time Since, regia di Nate Hochstetler
- Trans Rights Are Human Rights, regia di Christopher Annino

Miglior serie Tv
- Confessions of Nick Sargenti and the Lolipop Gang, regia di Christopher Annino

Miglior Documentario
- Rich is the Life, regia di Tim B Baxter e Jack Leigh

Miglior Video Musicale
- Sister Funk: The movie